# Mark Winegardner
Mark Winegardner (Bryan, Ohio; 24 de noviembre de 1961) es un escritor estadounidense. 
Entre sus novelas más destacadas están The Godfather Returns (El Padrino vuelve), Crooked River Burning, y The Veracruz Blues. Él ha publicado también una edición de historias cortas , That's True of Everybody, en 2002. Su novela más famosa, The Godfather's Revenge (El padrino: la venganza), fue publicada en noviembre del año 2006 por la editorial Putnam.

## Algunas publicaciones
- Elvis Presley Boulevard: From Sea to Shining Sea, Almost. New York: Atlantic Monthly Press, 1987.

- Prophet of the Sandlots: Journeys with a Major League Scout. New York: Atlantic Monthly Press, 1990.

- con Fireovid, Steve. The 26th Man: One Minor Leaguer's Pursuit of a Dream. New York: Macmillan Pub. Co. 1991.

- The Veracruz Blues. New York: Viking, 1996.  ISBN 0670866369 OCLC 32894928

- We Are What We Ate: 24 Memories of Food. San Diego: Harcourt Brace, 1998.

- Crooked River Burning. New York: Harcourt, 2001.  ISBN 0151002940

- That's True of Everybody: Stories. New York: Harcourt, 2002.

- con Mario Puzo. The Godfather Returns. New York: Random House, 2004. ISBN 1400061016 OCLC 56936487

- The Godfather: The Lost Years. London: William Heinemann, 2004.

- con Mario Puzo. The Godfather's Revenge. New York: Putnam, 2006.  ISBN 0399153845 OCLC 71288749